# Kábítószer-ellenes világnap
A kábítószer elleni küzdelem nemzetközi napját 1988. június 26. óta évente ezen a napon tartják meg világszerte. Ezen a napon szenvedélybetegségek ellen küzdő szervezetek tartanak prevenciós előadásokat.
A nap és az ENSZ 1987-es határozatának egyik fő célja az, hogy az illegális kábítószer-fogyasztást világviszonylatban 50 százalékkal csökkentsék.
Világszerte mintegy 200 millió ember fogyaszt rendszeresen illegális szereket. A drog évente körülbelül 200 ezer ember haláláért közvetlenül felelős. Az utóbbi évekig Európában a leggyakrabban használt kábítószerek a kannabisz-származékok voltak, míg napjainkra jelentősen növekszik a különböző szintetikus, részben még legálisnak számító tudatmódosító szerek használata. Magyarországon 1997 óta tartják hivatalosan a kábítószer-ellenes napot.

## Fordítás
- Ez a szócikk részben vagy egészben  az   International Day against Drug Abuse and Illicit Trafficking című angol Wikipédia-szócikk fordításán alapul.  Az eredeti cikk szerkesztőit annak laptörténete sorolja fel. Ez a jelzés csupán a megfogalmazás eredetét és a szerzői jogokat jelzi, nem szolgál a cikkben szereplő információk forrásmegjelöléseként.